# Nisba (onomàstica)
En els noms àrabs, la nisba (àrab: نسبة, nisba, ‘relació’, ‘parentiu’ i, en gramàtica, ‘adjectiu de relació’ o ‘adjectiu de pertinença’) és un adjectiu que indica el lloc d'origen, residència o mort, la filiació tribal o l'ancestre d'una persona. S'empra normalment al final del nom i, en general, acaba amb el sufix -í/-iyya (masculí/femení). El mot àrab nisba ha passat a força altres llengües com el turc, el persa o l'urdú, on normalment pren la forma nisbat, que és la pronunciació del mot àrab quan es troba en estat constructe.
Tot i que l'ús de la nisba és pròpia de la tradició onomàstica àrab classica, ha estat adoptat en l'onomàstica iraniana així com en la de moltes comunitats musulmanes de l'Àsia meridional.
Actualment, en molts llocs les nisbes han esdevingut cognoms i fins i tot el mot àrab original ha pres aquest nou significat.

## Ús original
En la gramàtica àrab, nisba és el terme amb què hom es refereix a la sufixació amb -í (ي-, -ī, masc.) o -iyya (ية-, -iyya, fem.) d'una paraula per tal de convertir-la en adjectiu qualificatiu. Per exemple, del mot bahr (بحر, baḥr), ‘mar’, en derivem bahrí (بحري, baḥrī), ‘marítim’, i bahríyya (بحرية, baḥriyya), ‘marítima’, o de xams (شمس, xams), ‘sol', en derivem xamsí (شمسي, xamsī) i xamsiyya (شمسية, xamsiyya), ‘solar’. El plural d'aquests adjectius és en -iyyun per al masculí i -iyyat per al femení: bahriyyun (بحريون, baḥriyyūn), ‘marítims', i bahriyyat (بحريات, baḥriyyāt), ‘marítimes'.
La formació d'adjectius per nisba és molt comuna i productiva en àrab.
Tot i que la sufixació directa és el sistema més habitual, algunes nisbes escapen a aquesta norma i el mot sufixat pateix alguna adaptació. En són alguns exemples umawí, relatiu a Umayya, és a dir ‘omeia’; sulamí, relatiu a la tribu de Sulaym; bahraní, relatiu a la tribu de Bahrain; badawí, relatiu a al-bàdiya (‘zona desèrtica’), és a dir ‘beduí’; quraixí, relatiu a la tribu de Qurayx, ‘quraixita’; thaqafí, relatiu a la tribu de Thaqif; marwazí, relatiu a la ciutat de Merv, al Turkmenistan; marwarudhí, relatiu a l'antiga ciutat Marw ar-Rudh, a l'Afganistan; hudhalí, relatiu a la tribu de Hudhayl; razí, relatiu a la ciutat de Rayy, a l'Iran, etc.

## Ús en onomàstica
El sistema de noms tradicional àrab es basa en la filiació o nàssab, és a dir en la indicació, després del nom propi, del nom del pare precedit, normalment, de la partícula ibn (masc.) o bint (fem.), ‘fill' o ‘filla’, respectivament. La filiació es pot estendre a tants avantpassats (generalment paterns) directes (pare, avi, besavi, rebesavi etc.) com es conegui. Mentre més llarga és la cadena, més clarament s'identifica una persona, però quan només es recullen un o dos ancestres la identificació pot resultar difícil; en aquest context és comú afegir un atribut, una nisba, determinada per l'article al-, que permeti distingir dues persones homònimes.
Per exemple, en la llarga llista dels companys del profeta Muhàmmad, és a dir entre els musulmans que el van conèixer en persona, s'esmenten quatre persones amb un mateix nom, Yazid, i un mateix nàssab, ibn Abd-Al·lah. Per distingir-los, en un cas s'empra un grau més en el nàssab, el seu avi: Yazid ibn Abd-Al·lah ibn aix-Xukhayr; en un altre cas s'utilitza un ism mànsab o nom d'ofici, ‘el Cirurgià’: Yazid ibn Abd-Al·lah al-Jarrah; però els dos darrers es distingeixen mitjançant la seva nisba: Yazid ibn Abd-Al·lah al-Bajlí pertanyia a la tribu de Bajila (al-Bajlí, ‘el [de la tribu] de Bajila’), mentre que Yazid ibn Abd-Al·lah al-Kindí era membre dels Kinda (al-Kindí, ‘el [de la tribu] de Kinda’).
En el seu origen, la nisba indicava la tribu, el clan i/o la família a la qual es pertanyia, però amb les transformacions socials que portaren un increment del món urbà i la decadència del sistema tribal, acabà indicant també la procedència geogràfica, el lloc de residència o la pertinença a un determinat grup ètnic, social o religiós. La procedència geogràfica podia ser tant la regió o lloc de naixement com la regió o lloc d'on era originària la família.
Com es pot veure, a diferència d'altres parts del nom, la nisba pot ser atribuïda per terceres persones i també a posteriori, com un element per precisar la identitat d'una persona. En aquest sentit no és estrany que una mateixa persona tingui diverses nisbes, algunes atribuïdes després d'haver mort, que indiquen les seves diverses pertinences: el viatger jueu tortosí Ibrahim ibn Yaqub duia les nisbes al-Israïlí at-Turtuixí, ‘l'Israelita, el Tortosí’, que indicaven la seva adscripció religiosa i el seu origen geogràfic; l'historiador Abd-al-Wàhid al-Marrakuixí duia les nisbes al-Marrakuixí, pel seu lloc de naixement, Marràqueix, i at-Tamimí, ja que la seva família descendia de la tribu àrab dels Banu Tamim; al filòsof Ibn Bajja se li coneixen tres nisbes, at-Tujibí al-Andalussí as-Saraqustí, ‘el Tugíbida, l'Andalusí, el Saragossà’, ja que era nascut a Saraqusta, l'actual Saragossa, aleshores part de l'Àndalus i, tot i tenir probablement ascendència jueva, ell mateix es considerava vinculat a la tribu de Tujib, alguns membres o (suposats) descendents de la qual —els Banu Tujib o tugíbides— s'havien instal·lat a la vall de l'Ebre, que arribaren a governar de forma independent.
Finalment, algunes nisbes poden tenir més d'un «significat». Per exemple, al-Hussayní, és una nisba que duen moltes persones que es consideren descendents de l'imam al-Hussayn ibn Alí, net del profeta Muhàmmad —per exemple, el gran muftí de Jerusalem Amín al-Husayni, membre d'una important família palestina que es considera descendent del net del Profeta—, però també és la nisba dels hussàynides o husainites, la família que va regnar a Tunísia del 1705 al 1957, que prenia el seu nom del seu fundador, Hussayn ibn Alí, bei otomà de Tunis, d'origen grec i, per tant, sense cap relació amb l'imam al-Hussayn.

## Exemples denisbes
Les transcripcions que es donen segueixen la transcripció normativa en català del nom en àrab clàssic, tanmateix també se les pot trobar transcrites d'altres formes, bé sigui per influència d'altres llengües, bé perquè se segueixi la pronunciació dialectal, bé encara perquè, atès que el sistema de nisbes s'empra també entre no arabòfons, la nisba s'hagi adaptat a les característiques fòniques i gràfiques de la seva llengua. En persa, a més, no s'empra l'article àrab al- precedint la nisba.

### Relatives a una tribu o clan tribal
- al-Bahilí / al-Bahiliyya, relatiu a la tribu de Bahila, e. g. Abd-ar-Rahman ibn Rabia al-Bahilí
- al-Bajalí / al-Bajaliyya, relatiu a la tribu de Bajila, e. g. al-Hàssan ibn Alí ibn Wàrsand al-Bajalí
- al-Bakrí / al-Bakriyya, relatiu a la tribu de Bakr, e. g. Abu-Ubayd al-Bakrí
- al-Fazarí / al-Fazariyya, relatiu a la tribu dels Banu Fazara, e. g. Úmar ibn Hubayra al-Fazarí
- al-Ghafiqí / al-Ghafiqiyya, relatiu a la tribu de Ghàfiq, e. g. Abd-ar-Rahman al-Ghafiqí
- al-Hanafí / al-Hanafiyya, relatiu a la tribu dels Banu Hanifa, e. g. Nafi ibn al-Àzraq al-Hanafí al-Handhalí
- al-Handhalí / al-Handhaliyya, relatiu a la tribu dels Banu Hàndhala, e. g. Nafi ibn al-Àzraq al-Hanafí al-Handhalí
- al-Hudhalí / al Hudhaliyya, relatiu a la tribu de Hudhayl, e. g. Abu-Dhuayb al-Hudhalí, Abu-Kabir al-Hudhalí
- al-Kalbí / al-Kalbiyya, relatiu a la tribu de Kalb, e. g. Hixam ibn al-Kalbí, Yahya ibn Salama al-Kalbí, Ànbassa ibn Suhaym al-Kalbí, Dihya ibn Khalifa al-Kalbí, Bixr ibn Safwan al-Kalbí, Abu-l-Khattar al-Hussam ibn Dirar al-Kalbí
- al-Khawlaní / al-Khawlaniyya, relatiu a la tribu de Khawlan, e. g. as-Samh ibn Màlik al-Khawlaní
- al-Kindí / al-Kindiyya, relatiu a la tribu de Kinda, e. g. Ishaq al-Kindí
- al-Lakhmí / al-Lakhmiyya, relatiu a la tribu de Lakhm
- al-Lamtuní / al-Lamtuniyya, relatiu a la tribu dels Lamtuna, e. g. Yahya ibn Úmar al-Lamtuní, Abu-Bakr ibn Ibrahim al-Lamtuní, Abu-Bakr ibn Úmar al-Lamtuní
- an-Nafussí / an-Nafussiyya, relatiu a la clan amazic dels Infusen
- al-Quraixí / al-Quraixiyya, relatiu a la tribu de Quraix, e. g. Abd-al-Qàdir al-Quraixí, Habib ibn Abd-al-Màlik al-Quraixí al-Marwaní, Abu-Uthman Saïd ibn al-Hàkam al-Quraixí, Khadija bint Khuwàylid al-Quraixiyya
- as-Sinhají / as-Sinhajiyya o as-Sanhají / as-Sanhajiyya, relatiu a la tribu dels Sanhaja, e. g. Abd-al-Aziz ibn Muhàmmad as-Sinhají al-Fixtalí, Abbàs ibn Abi-l-Futuh as-Sinhají, Abd-Al·lah ibn Bulugguín as-Sinhají, Habús ibn Maksan as-Sinhají, Badis ibn Habús as-Sinhají
- as-Sulamí / as-Sulamiyya, relatiu a la tribu dels Banu Sulaym, e. g. Abd-Al·lah ibn Àhmad as-Sulamí, Aixras ibn Abd-Al·lah as-Sulamí, Abd-Al·lah ibn Khàzim as-Sulamí, Yazid ibn Ussayd as-Sulamí, Yússuf ibn Raixid as-Sulamí
- at-Taí / at-Taïyya, relatiu a la tribu de Tayy, e. g. Hàtim at-Taí, Abu-Tammam Habib ibn Aws at-Taí, al-Hàytham ibn Adí at-Taí, Muhyí-d-Din Muhàmmad ibn al-Arabí at-Taí
- at-Tamimí / at-Tamimiyya, relatiu a la tribu de Tamim, e. g. Ahed Tamimi, Bayan ibn Saman at-Tamimí, Abu-l-Àrab Muhàmmad at-Tamimí, Sakhr ibn Qays at-Tamimí, al-Àghlab ibn Sàlim at-Tamimí
- ath-Thaqafí / ath-Thaqafiyya, relatiu a la tribu de Thaqif, e. g. al-Hurr ibn Abd-ar-Rahman ath-Thaqafí, Yazid ibn Abi-Múslim ath-Thaqafí, Yússuf ibn Úmar ath-Thaqafí, Yússuf al-Barm ath-Thaqafí
- az-Zanatí / az-Zanatiyya, relatiu a la tribu dels zanates

### Relatives a una família o persona
- al-Abbassí / al- Abbassiyya, relatiu als abbàssides
- al-Aghlabí / al-Aghlabiyya, relatiu als aglàbides
- al-Alawí / al-Alawiyya, relatiu als àlides, e. g. Yahya ibn Hamza al-Alawí
- al-Ayyubí / al-Ayyubiyya, relatiu als aiúbides
- al-Bunduqdarí / al-Bunduqdariyya, relatiu a Aydakín Bunduqdar, e. g. Bàybars al-Bunduqdarí
- al-Hammadí / al-Hammadiyya, relatiu als Banu Hammad
- al-Idrissí / al-Idrissiyya, relatiu als idríssides, e. g. Abu-Abd-Al·lah Muhàmmad al-Idrissí
- al-Ikhxidí / al-Ikhxidiyya, relatiu als ikhxídides
- al-Mismaí / al-Mismaïyya, relatiu als massàmia, una família àrab de Bàssora, e. g. Abd-al-Màlik ibn Xihab al-Mismaí
- al-Umawí / al-Umawiyya, relatiu als omeies, e. g. Attab ibn Assid al-Umawí, Dhakwan al-Umawí, Amr ibn Saïd al-Umawí
- al-Yaqubí / al-Yaqubiyya, relatiu a un ancestre de nom Yaqub o Abu-Yaqub, e. g. Àhmad al-Yaqubí
- as-Sanussí / as-Sanussiyya, relatiu a la família fundadora de la confraria sanussiyya, e. g. Muhàmmad al-Mahdí ibn Muhàmmad as-Sanussí, Muhàmmad ibn Alí as-Sanussí
- as-Saüdí / as-Saïdiyya, relatiu a la família o casa dels Al Saüd
- at-Tujibí / at-Tujibiyya, relatiu als Banu Tujib, e. g. Muhàmmad ibn Hàixim at-Tujibí, al-Múndhir ibn Yahya at-Tujibí, Abu-Ishaq Ibrahim at-Tujibí al-Ilbirí, Muàwiya ibn Hudayj at-Tujibí, Muhàmmad ibn Man ibn Sumàdih at-Tujibí, Muhàmmad ibn Mardanix at-Tujibí
- az-Zirí / az-Ziriyya, relatiu als zírides

### Relatives a un topònim

#### De l'Àndalus
- ad-Daní / ad-Daniyya, relatiu a la ciutat de Dàniya o Dénia, e. g. Abu-s-Salt ad-Daní
- aix-Xatibí / aix-Xatibiyya, relatiu a la ciutat de Xàtiba o Xàtiva, e. g. Abu-l-Qàssim ibn Firruh aix-Xatibí
- al-Andalussí / al-Andalussiyya, relatiu a la regió de l'Àndalus, e. g. Abu-Màdyan Xuayb ibn al-Hussayn al-Andalussí, Sàïd al-Andalussí, Abu-Abd-Al·lah Hamdun al-Andalussí
- al-Balansí / al-Balansiyya, relatiu a la ciutat de Balànsiya o València, e. g. Abd-Al·lah ibn Abd-ar-Rahman al-Balansí, Ibn Sàlim al-Balansí al-Kalaí, Abu-Abd-Al·lah Muhàmnmad ibn Ghàlib ar-Russafí al-Balansí, Ibn az-Zaqqaq al-Balansí
- al-Batalyawsí / al-Batalyawsiyya, relatiu a la ciutat de Batalyaws o Badajoz
- al-Gharnatí / al-Gharnatiyya, relatiu a la ciutat de Gharnata o Granada, e. g. Abu-Hàmid al-Gharnatí, Abu-Hayyan al-Gharnatí, Abu-Muhàmmad al-Gharnatí
- al-Ilbirí / al-Ilbiriyya, relatiu a la ciutat d'Ilbira, e. g. Abu-Ishaq al-Ilbirí
- al-Ixbilí / al-Ixbiliyya, relatiu a la ciutat d'Ixbíliya o Sevilla, e. g. Ibn Khayr al-Ixbilí, Abu-l-Khayr al-Ixbilí, Ibn Sàyyid-an-Nas al-Ixbilí, Ibn Sahl al-Ixbilí
- al-Laridí / al-Laridiyya, relatiu a la ciutat de Làrida o Lleida
- al-Mayurqí / al-Mayurqiyya, relatiu a la ciutat de madínat Mayurqa o Palma, e. g. Abu-l-Hàssan Alí ibn Àhmad al-Mayurqí
- al-Mursí / al-Mursiyya, relatiu a la ciutat de Múrsiya o Múrcia
- al-Qurtubí / al-Qurtubiyya, relatiu a la ciutat de Qúrtuba o Còrdova, e. g. Arib ibn Sad al-Kàtib al-Qurtubí, Abu-Úmar Yússuf ibn Harun al-Kindí al-Qurtubí ar-Ramadí
- al-Tulaytulí / at-Tulaytuliyya, relatiu a la ciutat de Tulàytula o Toledo, e. g. Sàïd at-Tulaytulí
- as-Saraqustí / as-Saraqustiyya, relatiu a la ciutat de Saraqusta o Saragossa
- at-Turtuixí / at-Turtuixiyya, relatiu a la ciutat de Turtuixa o Tortosa, e. g. Abu-Bakr at-Turtuixí, Ibrahim ibn Yaqub at-Turtuixí al-Israïlí

#### De la península Aràbiga
- al-Hadramí / al-Hadramiyya, relatiu a la regió del Hadramaut
- al-Hijazí / al-Hijaziyya, relatiu a la regió del Hijaz, e.g. Ahmed Abdel Muti Hijazi
- al-Kuwaytí / al-Kuwaytiyya, relatiu a la regió o país de Kuwait
- al-Umaní / al-Umaniyya, relatiu a la regió o país d'Oman, e. g. Ibn Baraka al-Umaní, Abu-l-Múthir al-Bahlawí al-Umaní
- al-Yamaní / al-Yamaniyya, relatiu a la regió o país del Iemen, e. g. Abu-l-Khattab al-Maafirí al-Yamaní
- an-Najdí / an-Najdiyya, relatiu a la regió del Najd, e.g. Ibn Abd-al-Wahhab an-Najdí, Àhmad ibn Màjid an-Najdí
- at-Tihamí / at-Tihamiyya, relatiu a la regió de la Tihama

#### D'Egipte
- ad-Dimyatí / ad-Dimyatiyya, relatiu a la ciutat de Damiata
- al-Baradaí / al-Baradaïyya, relatiu al lloc d'al-Baràdaa, e. g. Mohamed al-Baradei
- al-Iskandaraní / al-Iskandaraniyya, relatiu a la ciutat d'Alexandria, e. g. Muhàmmad an-Nuwayrí al-Iskandaraní
- al-Misrí / al-Mistriyya, relatiu a Egipte, e.g. Àhmad ibn Yússuf al-Misrí, Xams al-Din al-Xujai al-Misrí, al-Hassib al-Misrí, Ibn al-Furat al-Misrí, Ibn at-Túwayr al-Misrí
- as-Sakhawí / as-Sakhawiyya, relatiu a la ciutat de Sakha

#### De l'Iraq
- al-Baghdadí / al-Baghdadiyya, relatiu a la ciutat de Baghdad, e. g. al-Khatib al-Baghdadí, Abu-Mansur al-Baghdadí, Abd-al-Latif al-Baghdadí, Abd-al-Qàdir ibn Úmar al-Baghdadí, Abu-Bakr al-Baghdadí, Abu-l-Barakat al-Baghdadí
- al-Basrí / al-Basriyya, relatiu a la ciutat de Bàssora
- al-Iraqí / al-Iraqiyya, relatiu a la regió o país d'Iraq
- al-Iskafí / al-Iskafiyya, relatiu a l'antiga ciutat d'Iskaf o Uskaf Bani Junayd, e. g. Abu-Ishaq Muhàmmad al-Iskafí
- al-Kufí / al-Kufiyya, relatiu a la ciutat de Kufa, e. g. Abu-Yússuf Yaqub al-Ansarí al-Kufí
- al-Madaïní / al-Madaïniyya, relatiu a la ciutat d'al-Madàïn, al-Madaïní
- al-Mawsilí / al-Mawsiliyya, relatiu a la ciutat de Mossul
- at-Tikrití / at-Tikritiyya, relatiu a la ciutat de Tikrit

#### Del Llevant o Xam
- ad-Dimaixqí / ad-Dimaixqiyya, relatiu a la ciutat de Damasc, e. g. al-Kutubí ad-Dimaixqí, Ibn Abi Asrun ad-Dimaixqí, adh-Dhahabí ad-Dimaixqí, Ibn al-Mujàwir ad-Dimaixqí, Ibn an-Nafís ad-Dimaixqí
- aix-Xamí / aix-Xamiyya, relatiu al Xam
- al-Filistiní / al-Filistiniyya, relatiu a la regió de Palestina, e.g. Abu-Qutada al-Filistiní
- al-Ghazí / al-Ghaziyya, relatiu a la ciutat de Ghaza
- al-Halabí / al-Halabiyya, relatiu a la ciutat d'Alep
- al-Hamawí / al-Hamawiyya, relatiu a la ciutat de Hama, e. g. Yaqut al-Hamawí
- al-Himsí / al-Himsiyya, relatiu a la ciutat de Homs
- al-Lubnaní / al-Lubnaniyya, relatiu a la regió o país del Líban
- al-Maqdissí / al-Maqdissiyya, relatiu a la ciutat de Jerusalem (bayt al-Maqdis), e. g. Abu-Xama al-Maqdissí, Ramzi Maqdisi
- al-Qudsí / al-Qudsiyya, relatiu a la ciutat de Jerusalem (al-Quds)
- an-Nabulussí / an-Nabulussiyya, relatiu a la ciutat de Nablus, e. g. Abd-al-Ghaní ibn Ismaïl an-Nabulussí
- as-Surí / as-Suriyya, relatiu a la regió o país de Síria

#### Del Magrib
- al-Fassí / al-Fassiyya, relatiu a la ciutat de Fes, e. g. Abu-Imran al-Fassí, Abd-ar-Rahman al-Fassí, Abd-al-Qàdir al-Fassí, Allal al-Fassi
- al-Jazaïrí / al-Jazaïriyya, relatiu a la ciutat d'Alger, e. g. Abd-al-Qàdir al-Jazaïrí
- al-Libí / al-Libiyya, relatiu a la regió o país de Líbia
- al-Maghribí / al-Maghribiyya, relatiu al Magrib o al Marroc, e. g. Abu-l-Qàssim al-Hussayn ibn Alí al-Maghribí, al-Hussayn ibn Alí al-Maghribí, Abu-l-Hàssan Alí ibn al-Hussayn al-Maghribí, Samàwal al-Maghribí, Ibn Saïd al-Maghribí, Abd al-Qadir al-Maghribí, Muhyí-d-Din al-Maghribí
- al-Marrakuixí / al-Marrakuixiyya, relatiu a la ciutat de Marràqueix, e. g. Abd-al-Wàhid al-Marrakuixí, Ibn Idhari al-Marrakuixí
- al-Qayrawaní / al-Qayrawaniyya, relatiu a la ciutat de Kairuan, e. g. Ibn Abi-Dínar al-Qayrawaní, Abu-l-Àrab al-Qayrawaní, Abu-Ishaq al-Qayrawaní al-Husrí
- at-Tarabulsí / at-Tarabulsiyya, relatiu a la ciutat de Trípoli de Líbia
- at-Tunissí / at-Tunissiyya, relatiu a la ciutat de Tunis

#### De Pèrsia
- ad-Darbandí / ad-Darbandiyya, relatiu a la ciutat de Derbent
- ad-Daylamí / ad-Daylamiyya, relatiu a la regió de Daylam, e. g. Abu-l-Fat·h ad-Daylamí
- aix-Xirazí / aix-Xiraziyya, relatiu a la regió de Siraz, e. g. Rafi al-Din al-Xirazi, Afzal Khan Sukral·là al-Xirazi, Abu l-Fadl Xirazi, Abu-l-Fadl al-Abbàs ibn al-Hussayn aix-Xirazí
- al-Astarabadí / al-Astarabadiyya, relatiu a la ciutat d'Astarabad, e. g. Fazlallah al-Hurufi al-Astarabadi, Mirza Muhammad Mahdi Khan Astarabadi, Khwadja-i Djahan Astarabadi
- al-Baluixí / al-Baluixiyya, relatiu a la regió de Balutxistan
- al-Buzajanú / al-Buzajaniyya, relatiu a l'antiga ciutat de Buzajan, e. g. Abu-l-Wafà Muhàmmad al-Buzajaní
- al-Farsí / al-Farsiyya, relatiu als perses o a la regió o país de Persia
- al-Hamadhaní / al-Hamadhaniyya o al-Hamadaní / al-Hamadaniyya, relatiu a la ciutat de Hamadan, e. g. Badí-az-Zaman al-Hamadhaní, Raixid-ad-Din al-Hamadhaní, Abd-al-Jabbar ibn Àhmad al-Hamadhaní
- al-Isfahaní / al-Isfahaniyya, relatiu a la ciutat d'Esfahan, e. g. al-Isfahaní, al-Jawad al-Isfahaní, Hamza al-Isfahaní, Imad-ad-Din al-Isfahaní, Abu-Issa al-Isfahaní, Abu-Xujà Àhmad ibn al-Hussayn ibn Àhmad al-Isfahaní, Abu-r-Rayyan Àhmad al-Isfahaní
- al-Jannabí / al-Jannabiyya, relatiu a la ciutat de Ganafa
- al-Jilaní / al-Jilaniyya o al-Jilí / al-Jiliyya, relatiu a la regió de Gilan, e. g. Abd-al-Qàdir al-Jilaní
- al-Jurjaní / al-Jurjaniyya, relatiu a la regió de Gurgan, e. g. Muhammad Zahir al-Din Mirza Ali Bakht Bahadur Gurgani Azfari
- al-Juzjaní / al-Juzjaniyya, relatiu a la regió de Guzgan, e. g. al-Juzjaní
- al-Khurassaní / al-Khurassaniyya, relatiu a la regió del Gran Khorasan, e. g. Abd-Al·lah ibn Tàhir al-Khurassaní, Abu-Ghànim al-Khurassaní, Abu-Ubayd al-Qàssim al-Khurassaní
- al-Maraghí / al-Maraghiyya, relatiu a la ciutat de Maragha, e. g. Abd-al-Qàdir al-Maraghí
- al-Qazwiní / al-Qazwiniyya, relatiu a la ciutat de Qazvin, e. g. Abu-Yahya al-Qazwiní
- al-Quhistaní / al-Quhistaniyya, relatiu a la regió de Quhistan
- al-Qumissí / al-Qumissiyya, relatiu a la regió de Qumis
- an-Nafussí / an-Nafussiyya, relatiu a la regió del Jabal Nafusa, e. g. Abu-Mansur Ilyàs an-Nafussí
- an-Nihawandí / an-Nihawandiyya o an-Nahawandí / an-Nahawandiyya, relatiu a la ciutat de Nahavand
- an-Nisaburí / an-Nisaburiyya o an-Naysaburí / an-Naysaburiyya, relatiu a la ciutat de Nixapur
- ar-Razí / ar-Raziyya, relatiu a la ciutat de Rayy, e. g. Abu-Hàtim ar-Razí, aAbu-Bakr Muhàmmad ar-Razí, Fakhr-ad-Din ar-Razí
- as-Sistaní / as-Sistaniyya o as-Sijistaní / as-Sijistaniyya o as-Sijí / as-Sijiyya, relatiu a la regió de Sistan, e. g. Abu-Yaqub Ishaq ibn Àhmad as-Sijí, Abu-Dàwud as-Sijistaní, Abu-Sulayman as-Sijistaní al-Mantiqí, Ali al-Sistani
- at-Tabarí / at-Tabariyya, relatiu a la regió de Tabaristan, e. g. Muhàmmad ibn Jarir at-Tabarí
- at-Tussí / at-Tussiyya, relatiu a la ciutat de Tus, e. g. Nassir-ad-Din at-Tussí, Amir at-Tussí

#### De Turquia
- ar-Rumí / ar-Rumiyya, relatiu a la regió dels Rum o Àsia Menor
- at-Turkí / at-Turkiyya, relatiu als turcs

#### D'altres llocs
- ad-Dihlawí / ad-Dihlawiyya, relatiu a Delhi, e. g. Abd-al-Aziz ad-Dihlawí
- al-Armaní / al-Armaniyya, relatiu a la Gran Armènia o als armenis
- al-Balkhí / al-Balkhiyya, relatiu a la ciutat de Balkh, e. g. Abu-Màixar al-Balkhí
- al-Biruní / al-Biruniyya, relatiu a la ciutat de Beruniy, e. g. al-Biruní
- al-Bukharí / al-Bukhariyya, relatiu a la ciutat de Bukharà, e. g. Muhàmmad al-Bukharí
- al-Busnawí / al-Busnawiyya, relatiu a la regió de Bòsnia
- al-Farghaní / al-Farghaniyya, relatiu a la ciutat de Fergana, e. g. al-Farghaní
- al-Khuwarizmí / al-Khuwarizmiyya, relatiu a la regió de Coràsmia, e. g. Muhàmmad ibn Mussa al-Khwarizmí, Abu-Bakr al-Khwarizmí
- al-Marwazí / al-Marwaziyya, relatiu a la ciutat de Merv
- al-Maymandí / al-Maymandiyya, relatiu a la ciutat de Maymand, al Zabulistan, e. g. Abd-ar-Razzaq al-Maymandí
- al-Palimbaní / al-Palimbaniyya, relatiu a la ciutat de Palembang, e. g. Abd-as-Samad ibn Abd-Al·lah al-Palimbaní
- as-Sindí / as-Sindiyya o as-Sindhí / as-Sindhiyya, relatiu a la regió del Sind, e. g. Abu-Atà as-Sindí
- at-Tiflissí / at-Tiflissiyya, relatiu a la ciutat de Tbilisi

### Relatives a un grup ètnic, social o religiós
- aix-Xafiï / aix-Xafiïyya, relatiu a l'escola jurídica xafiïta, e. g. Abu-Abd-Al·lah Muhàmmad ibn Idrís aix-Xafií
- aix-Xií / aix-Xiïyya, relatiu als xiïtes, e. g. Abu-Abd-Al·lah aix-Xií
- al-Ansarí / al-Ansariyya, relatiu als ansar, e. g. Hussayn ibn Yahya al-Ansarí, Abu-d-Dardà al-Ansarí, Abu-Yússuf Yaqub al-Ansarí al-Kufí, Abu-Ayyub al-Ansarí, Màslama ibn Mukhal·lad ibn as-Sàmit al-Ansarí
- al-Hanafí / al-Hanafiyya, relatiu a l'escola jurídica hanafita, e. g. Ibn al-Furat al-Misrí al-Hanafí, Ibn Iyàs al-Hanafí
- al-Hanbalí / al-Hanbaliyya, relatiu a l'escola jurídica hanbalita, e. g. Mujir-ad-Din al-Hanbalí al-Ulaymí
- al-Israïlí / al-Israïliyya, relatiu a Israel o els israelites, e. g. Ibrahim ibn Yaqub at-Turtuixí al-Israïlí, Ibn Abi-l-Bayan al-Israïlí
- al-Jabartí / al-Jabartiyya, relatiu als jabart, nom donat als musulmans d'Etiòpia, e. g. Abd-ar-Rahman al-Jabartí
- al-Majussí / al-Majussiyya, relatiu als zoroastrians, e. g. Sunbadh al-Majussí
- al-Malikí / al-Malikiyya, relatiu a l'escola jurídica malikita
- al-Qibtí / al-Qibtiyya o al-Qubtí / al-Qubtiyya, relatiu als coptes, e. g. Màriya el-Qibtiyya
- al-Yahudí / al-Yahudiyya, relatiu als jueus
- al-Yazidí / al-Yazidiyya, relatiu als iazidis
- ar-Rumí / ar-Rumiyya, relatiu als rum
- as-Sufí / as-Sufiyya, relatiu al sufisme, e. g. Abd-ar-Rahman as-Sufí
- at-Tabatabaí / at-Tabataïyya, relatiu als descendents del Profeta tant per part de pare com de mare
- at-Tawhidí / at-Tawhidiyya, relatiu a ahl al-adl wa-t-tawhid, nom que es donaven a ells mateixos els mutazilites, e. g. Abu-Hayyan at-Tawhidí[7]